# Prasat

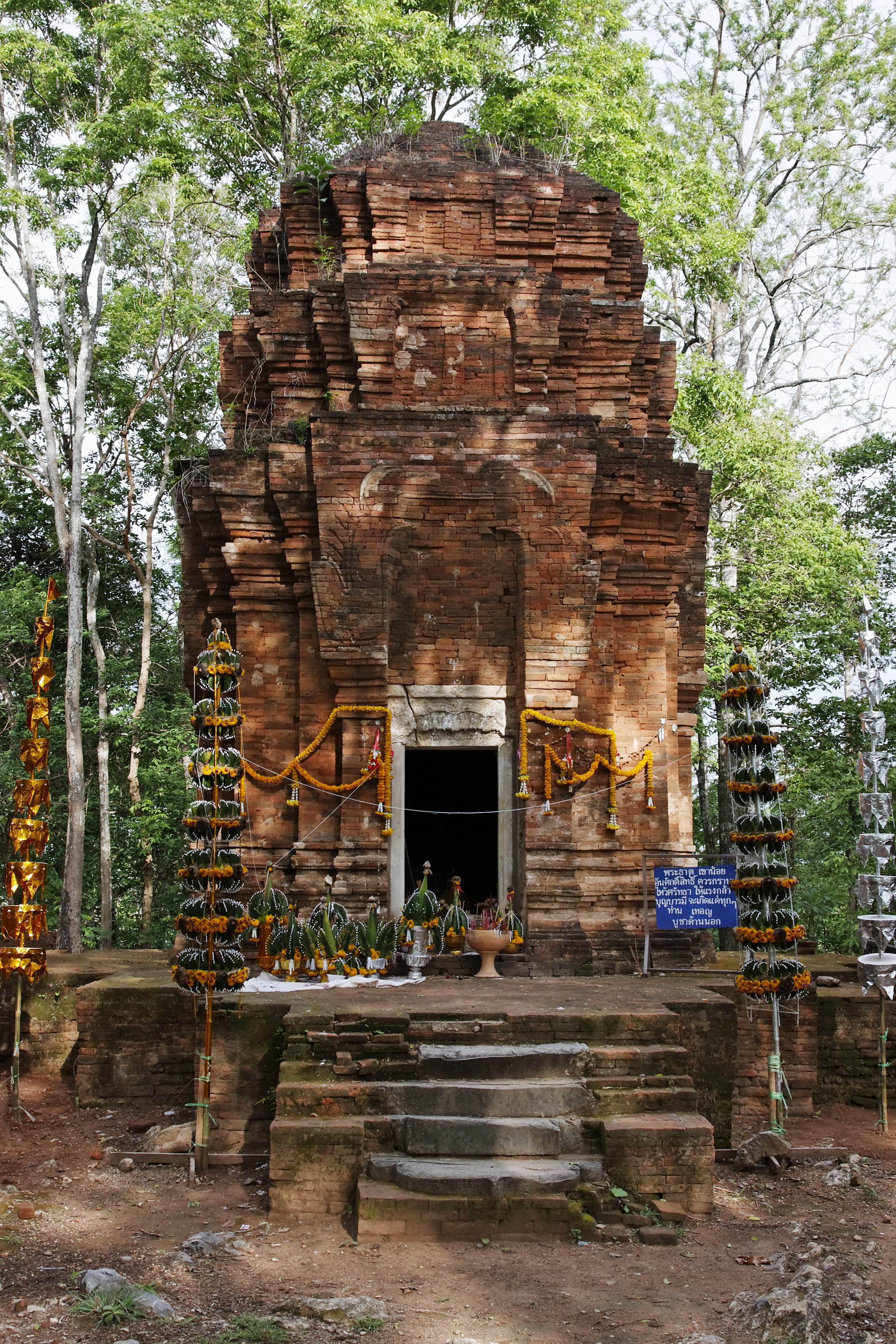
Il Prasat Khao Noi, in Tailandia.

Prasat è un termine thaï e khmer che significa "palazzo" o "castello" e, per estensione, l'edificio di un tempio. Proviene dal pali pāsāda e dal sanscrito prāsāda (प्रासाद). In Thailandia, prasat si riferisce agli antichi edifici khmer (templi propriamente detti, ma anche cappelle, ostelli, ospedali).
La costruzione dei templi khmer non rappresentava solamente la fondazione di un santuario religioso, ma l'integrazione di una comunità per servire il dio o i sovrani ai quali era dedicata. Questa costruzione di templi in pietra con piccole celle all'interno per ospitare un'immagine destinata al culto è chiaramente realizzata seguendo il modello di prototipi indiani.